# Plaza de toros de la Puerta de Alcalá
La plaza de toros de la Puerta de Alcalá fue durante 125 años la plaza de toros de la ciudad de Madrid, entre 1749 y 1874. Fue sustituida por la plaza de toros de Fuente del Berro, instalación que a su vez sería relevada por  la Monumental de las Ventas en 1934. Tuvo un aforo inicial para 12 000 espectadores y su emplazamiento se corresponde con el espacio que a comienzos del siglo XXI delimitan las calles Claudio Coello y Conde de Aranda, "a 182 metros y 40 cm" de la Puerta de Alcalá. Su demolición y desaparición fue provocada por el proyectado "Plan Castro", conocido más tarde como barrio de Salamanca, debido a la implicación en dicho negocio urbanístico del marqués de Salamanca.

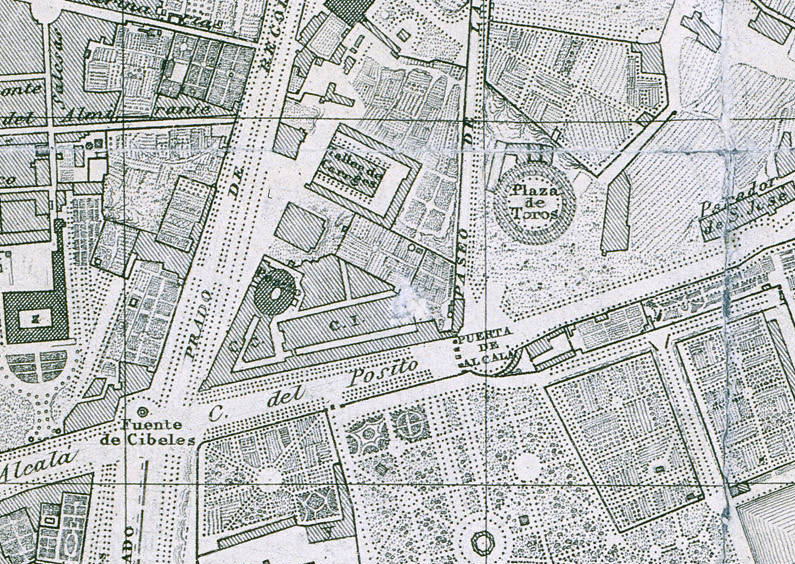
Mapa de 1848 de Madrid, con la calle de Alcalá, la Cibeles, la Puerta de Alcalá y la plaza de toros.

## Historia

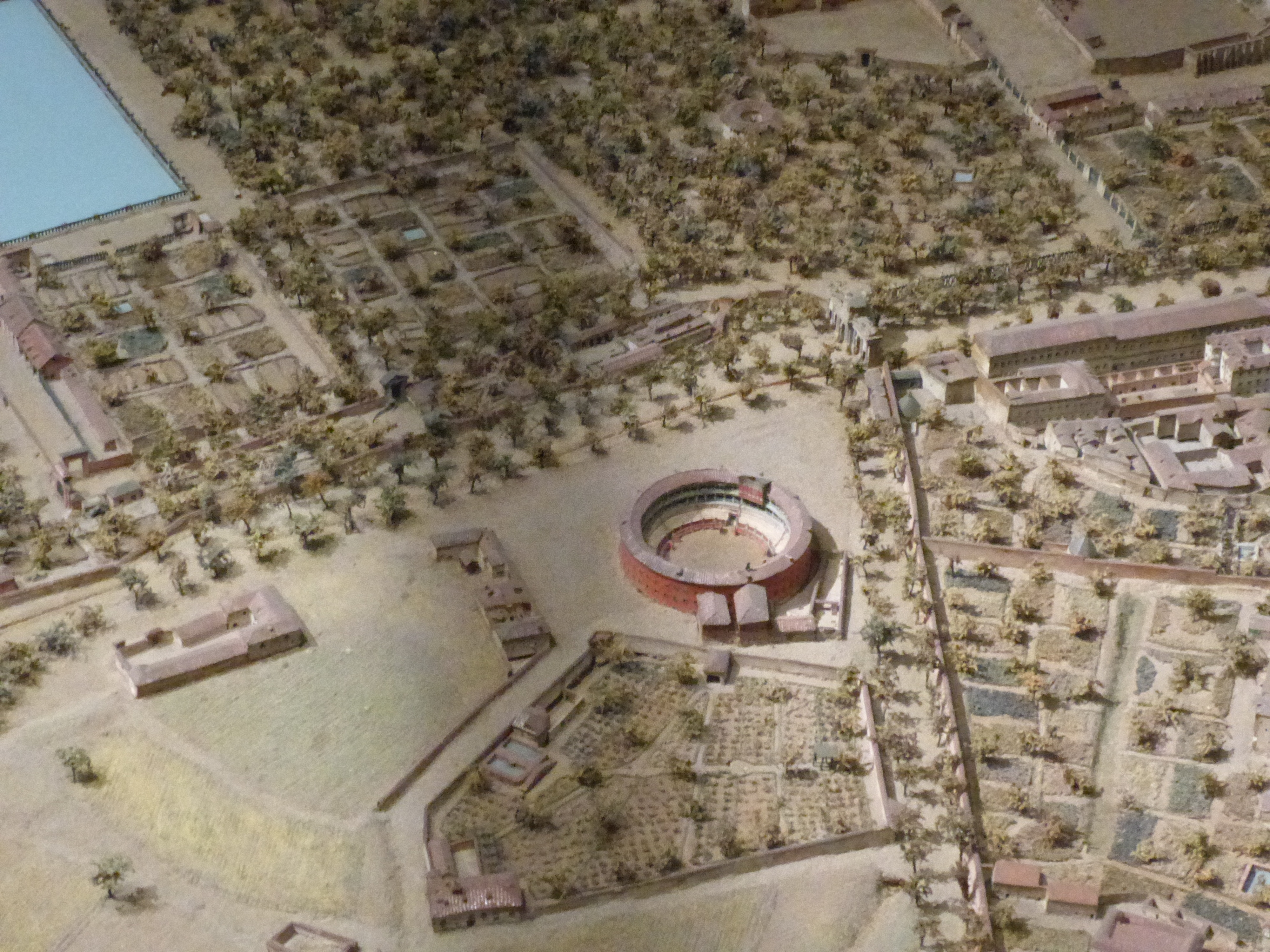
Plaza de toros de la Puerta de Alcalá en una maqueta del antiguo Madrid en el Museo de Historia de Madrid.

Aunque la lidia de toros es práctica antigua en el contexto geográfico y cultural del Mediterráneo, las primeras corridas de toros con cierta estructura se organizan ya en el siglo XVIII. La plaza Mayor de Madrid aparece desde inicios del siglo XVII en variada documentación gráfica como escenario de este festejo, casi siempre compartiendo el espacio con otras celebraciones, tradiciones y actos públicos de la villa, como los populares autos de fe.

### 125 años desangre y arena
En 1737 comenzó a construirse la primera plaza de toros fija, estable y con estructura circular de madera, aunque todavía provisional, que se instaló en el "paraje de Casa Puerta, contiguo al Soto de Luzón, en la Dehesa de la Villa", cerca del río Manzanares. Entre 1737 y 1748 funcionaron sucesivamente en Madrid otras tres plazas de toros circulares de madera. Parece indiscutible que el ruedo y anfiteatro de la última de ellas, erigida por la Sala de Alcaldes y activa poco más de un lustro, entre 1743 y 1748, fue aprovechado para la nueva gran plaza de toros.
Un decreto fechado el 8 de octubre de 1754 consigna que la plaza se edificó por mandato de Fernando VI y fue regalada por el monarca a los Reales Hospitales General y de la Pasión, para que la administraran e invirtieran los beneficios en obras de beneficencia. Un documento del Archivo Histórico Nacional demuestra que se estaba construyendo en marzo de 1749. La dirección de la obra se suele atribuir a Ventura Rodríguez y a Fernando Moradillo, aunque se han encontrado planos fechados en mayo de 1749, firmados por Juan Bautista Sachetti.

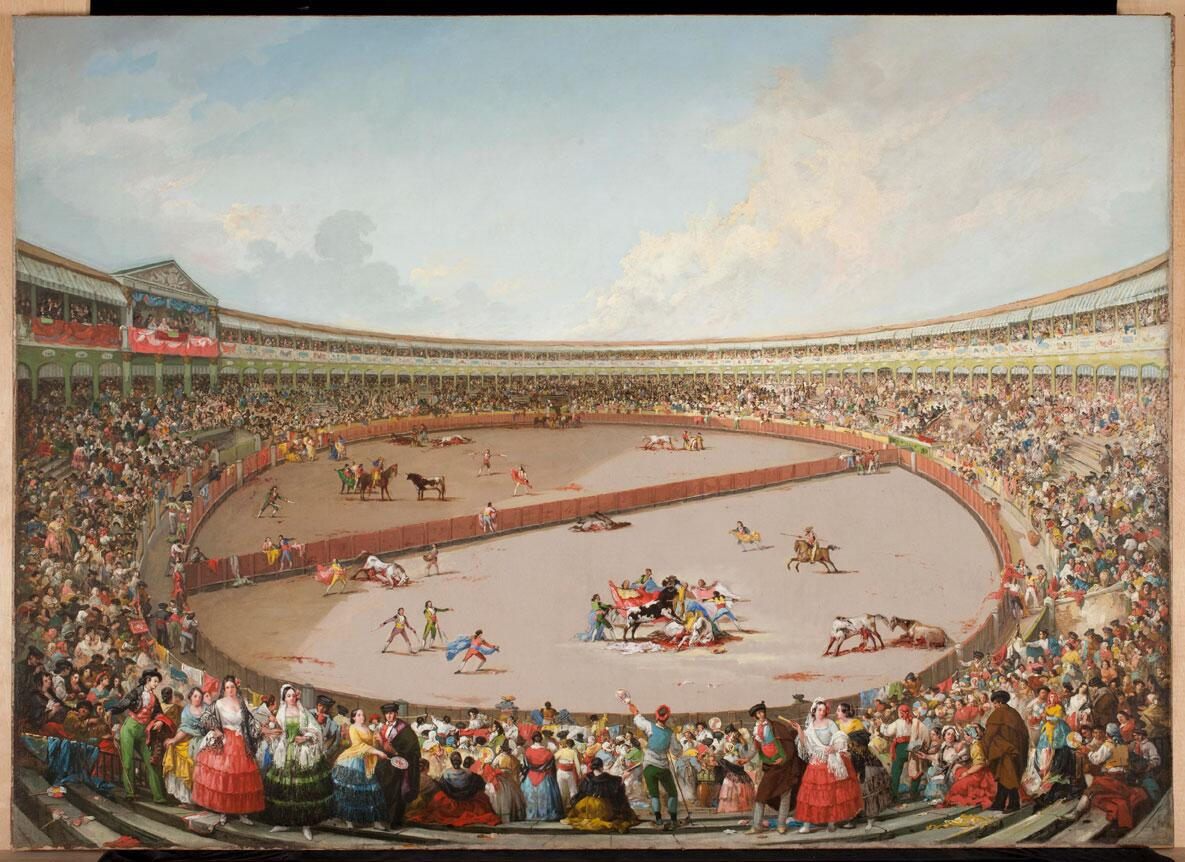
La plaza de la Puerta de Alcalá en 1853, que con el título de La Plaza partida pintó Eugenio Lucas. Museo Nacional de Bellas Artes de Cuba.

### Estructura
La construcción partió de una base de madera en sus tendidos rodeada en su exterior por una base de cal y canto, con una fachada de mampostería enfoscada y sin decoración; ya entrado el siglo XIX, la inestabilidad del graderío de madera provocó que finalmente fuera sustituido por uno de piedra.
Puede tener interés, por tratarse además de la visión de un madrileño desapasionado del espectáculo taurino, la descripción técnica que mediado el siglo XIX, hizo el cronista Pedro Felipe Monlau: 

"Plaza de toros: afuera de la puerta de Alcalá. Labrada de orden del rey -Fernando VI-, para propiedad del hospital general, habiéndose estrenado con gran pompa y lucimiento en 1749. Fue reformada en el reinado de Fernando VII. Es de forma circular, muy sólida, cercada por una pared de cal y canto en toda su circunferencia, que mide unos mil cien piés. En la arena tiene un diámetro de 226 piés; su superficie es por consiguiente de 40.115 piés cuadrados, que es menos de la tercera parte de la Plaza Mayor. Caben cómodamente en ella doce mil espectadores, repartidos en 110 balcones o palcos, debajo de los cuales está la grada cubierta, que se compone de tres órdenes de asientos; al pie de ellos hay otros que se llaman "de delantera"; siguen los "tendidos" (bancos de sillería al descubierto), y terminan las localidades con la "contrabarrera". Contiene además la plaza diferentes departamentos, como enfermería, grandes corrales, cuarto para los facultativos y otras dependencias necesarias. (...) Regularmente se dan 24 medias corridas al año, desde marzo o abril a octubre, y siempre los lunes por la tarde. En cada media corrida se lidian seis toros. Los precios de entrada varían desde 4 a 22 reales, según la localidad, comodidad del asiento, y situación de éste al sol o a la sombra. (...) ...el filósofo no ve en este espectáculo sino una lucha entre la inteligencia y el instinto, lucha en definitiva siempre y necesariamente desventajosa para éste, y presenciada por hombres que saben de antemano el desenlace.".
Pedro Felipe Monlau Madrid en la mano (1850)

Distintos viajeros extranjeros de la época coinciden en sus crónicas de viaje y memorias en lo "poco notable de su exterior, con paredes blanqueadas con cal" (Teofilo Gautier en 1840), pero se asombran del interior del circo taurino con "una sensación vivísima de maravilla" (Edmundo de Amicis en 1872). Fue la primera plaza en la que se instituyó el abono como procedimiento de reserva de localidades, en especial en los palcos, y a partir de 1815. Con motivo de la boda de Fernando VII con María Josefa Amalia de Sajonia en 1819, la plaza se restauró perdiendo parte de su aforo pero ganando en seguridad arquitectónica.

### Corridas en el recuerdo

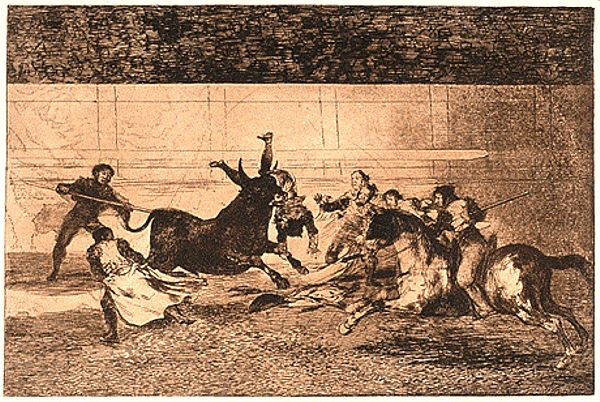
El 11 de mayo de 1801 Pepe-Hillo fue cogido y herido de muerte en la plaza de toros de la Puerta de Alcalá, cuando entraba a matar al séptimo toro,Barbudo. Así quedó grabada la imagen del suceso en el último grabado de la serie La Tauromaquia de Goya.

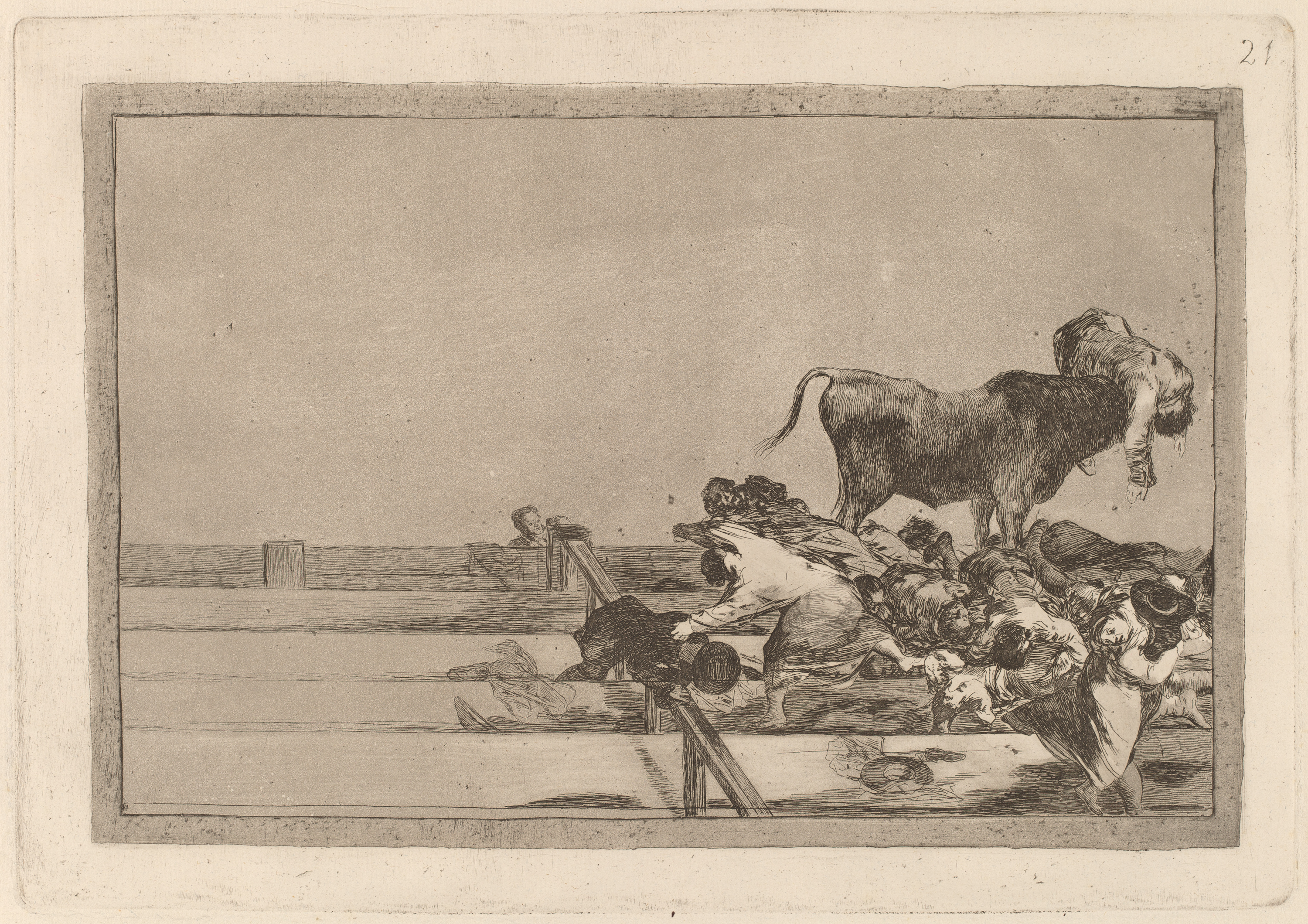
Otro trágico suceso ocurrido en 1816 y recogido por Goya en su Tauromaquia: Desgracias acaecidas en el tendido de la plaza de Madrid, y muerte del alcalde de Torrejón.

De entre el inacabable relato de hechos taurinos acontecidos en la plaza de toros de la Puerta de Alcalá, podrían mencionarse, casi al azar y por diferentes motivos, dos de las ocurridas en el año de 1801: el 11 de mayo de 1801, el espada Pepe-Hillo fue cogido y herido de muerte cuando entraba a matar al séptimo toro, "Barbudo". En el tendido, el pintor Francisco de Goya, precursor del reporterismo gráfico, tomaba un estremecedor apunte del suceso que luego quedaría inmortalizado en el último grabado de su Tauromaquia. Apenas un mes después, el lunes 15 de junio de ese año, el cuarto toro (ganadería salmantina de Vicente Bello), escogió la fuga antes que morir matando y, saltando al tendido encontró el pasillo de la calle, se coló por la Puerta de Alcalá, a esa hora abierta, bajó al Paseo del Prado y lo recorrió sembrando el pánico de damas y petimetres hasta que enfiló por la Carrera de San Jerónimo arriba, torció por la calle del León, anduvo callejeando como un turista por las de Francos, el Niño y Cantarranas, corrió las costanillas de Monjas Trinitarias y Desamparados hasta llegar por la calle de Atocha a la puerta de ese nombre. Y así, salió al campo el toro fugitivo, sin que nadie se atreviera a detenerle; buscó el camino de Vallecas y por las orillas del río Jarama llegó a "la Muñoza", donde días antes había estado pastando con sus compañeros antes de ser llevado a la plaza. Se ve que tomo buena nota del camino de vuelta a la libertad.

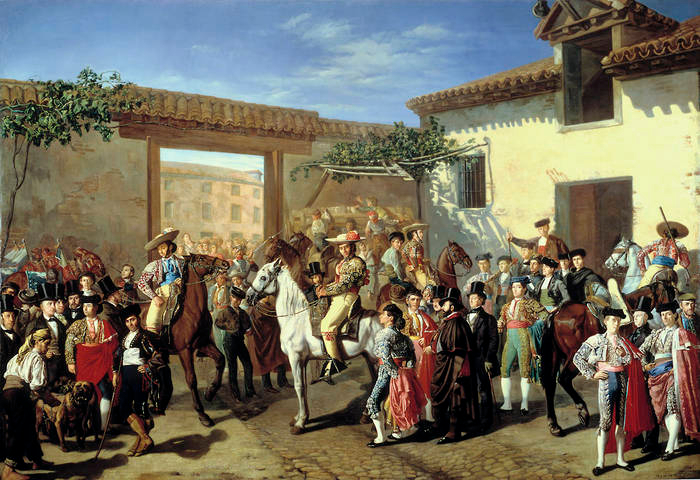
Entrada de cuadrillas antes de la corrida por el Patio de Caballos de la plaza de toros de Madrid, óleo de Manuel Castellano (1853). Museo del Prado.

Se considera como última corrida de toros oficial la celebrada a las cinco y media de la tarde del domingo 19 de julio de 1874, con toros de Aleas -divisa encarnada y caña- de la ganadería de Colmenar Viejo, siendo el último de ellos el llamado "Descolorido", "bicho retinto oscuro, listón, cornivuelto... que salió con tendencia a la huida... y que saltó tres veces al callejón, una frente al tendido 9 y dos frente al 14"; que recibió varas del Chuchi y banderillas de fuego, "un par de Pastor y dos de Regaterín" y tres estocadas de Frascuelo (que tuvo como espada acompañante a Lagartijo). Aún tras aquella corrida hubo varias novilladas, y según el Boletín de Loterías y Toros, el último festejo taurino ocurrió el domingo 16 de agosto de 1874, a las cinco y media (hora de los toreros), con un cartel variopinto: dos novillos embolados, un toro de la ganadería de Otaola "picado en burros por una mujer y un hombre... Rosa Campos y Javiera Bidaurre clavaron banderillas, y la veterana Martina García intentó matarlo, pero fue cogida y conmocionada..." También se lidiaron dos toros del duque de Veragua y ocho novillos para el público aficionado, capeándose el último con luces de bengala". Al día siguiente comenzó el derribo de la plaza de toros de la Puerta de Alcalá, que de este modo le daba la alternativa a la nueva plaza construida junto a la carretera de Aragón, en el enclave madrileño conocido luego como zona de Goya, que funcionaría hasta 1934. Hay noticia de que sólo se conservaron las tablas del perímetro de la barrera, en las que en tardes de gloria se apoyaron diestros como Costillares, Pedro Romero, Pepe-Hillo, Paquiro, el Chiclanero, José Dámaso Rodríguez "Pepete",
Cúchares... Las compró Frascuelo para llevárselas a Chinchón, en cuya plaza Mayor se montaba cada temporada durante muchos años.
En sus 125 años de existencia se lidiaron 2548 corridas y se dio muerte a 23 056 toros. Estudiosos o expertos como Francisco López Izquierdo, en honor a su longevidad y a los diestros que en ella torearon, la consideran "la plaza más importante del mundo desde que el toreo existe..."

## Galería de ilustres cronistas
Entre los ilustres visitantes extranjeros y españoles que, encabezados por Francisco Goya, narraron, dibujaron o pintaron sus tardes de toros en la plaza de la Puerta de Alcalá, se puede acompañar el nombre del genial artista de Fuendetodos y los antes mencionados, con otros como fueron, por ejemplo: el incansable Antonio Ponz en su Viaje a España (1776); el poeta Alfred de Musset, de cuya visita en 1826 es el sexteto "Ven en la plaza tus picadores/  mil rebocillos provocadores, / mil blancas manos que palmotean / cuando sus toros, embravecidos, / la arena escarban, el lomo arquean, / braman, embisten y huyen heridos".; no menos singulares son las quintillas que le dedicó Nicolás Fernández de Moratín en su Fiesta de toros en Madrid. 
También visitan la plaza: el hispanista inglés Richard Ford, en el inicio de la década de 1830; los dos Dumas en 1846; y el pintor Edouard Manet, que en una carta a Charles Baudelaire el 14 de septiembre de 1865 escribía: “Uno de los espectáculos más sorprendentes y más terribles que se pueda ver es una corrida de toros. Cuando vuelva, espero plasmar en el lienzo el aspecto brillante, deslumbrador y, al mismo tiempo, dramático de la corrida a la que asistí” (y si es cierto que captó el dramatismo y la luz, se le olvidó en buena medida la arquitectura de la plaza). En esa década de 1860 viajan por España el coleccionista de arte y escritor Charles Davillier y el dibujante Gustave Doré, que reunió una pequeña pero muy interesante "Tauromaquia" en sus visitas a esta plaza y a las de Sevilla y Valencia.

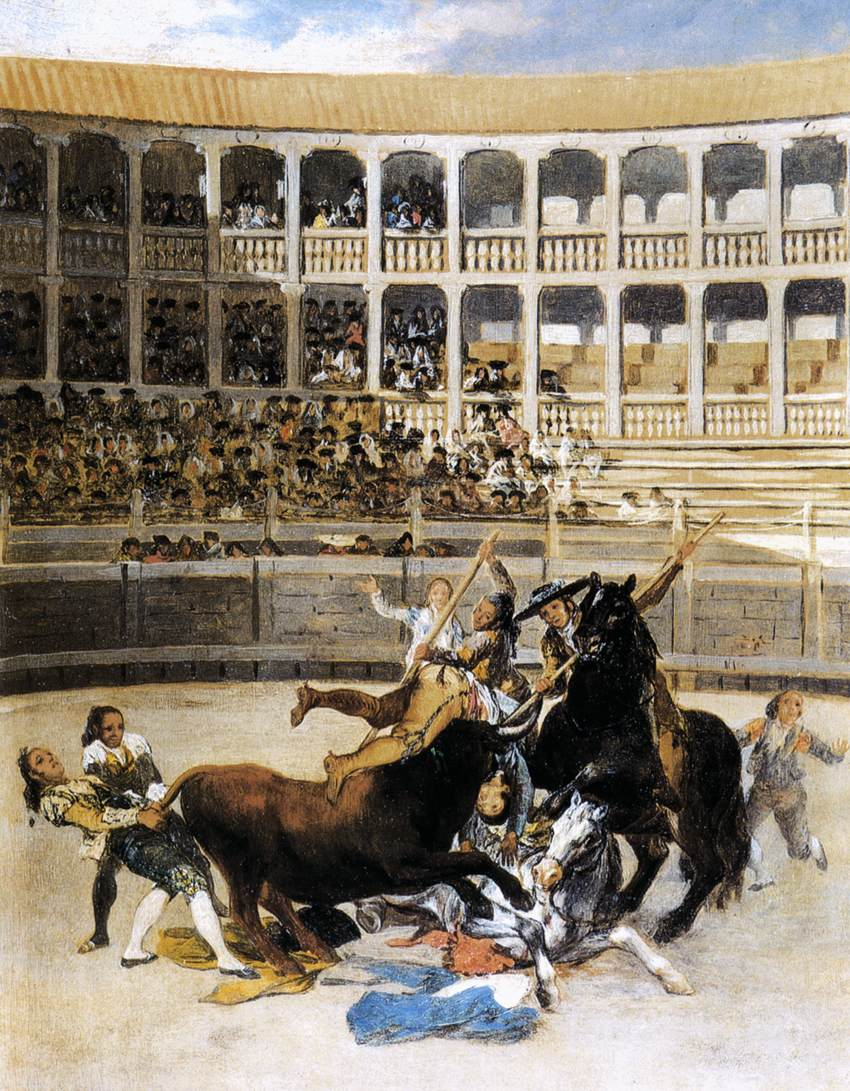
Francisco de Goya y Lucientes. El picador (suerte de varas) (1793). Galería Nacional de Washington
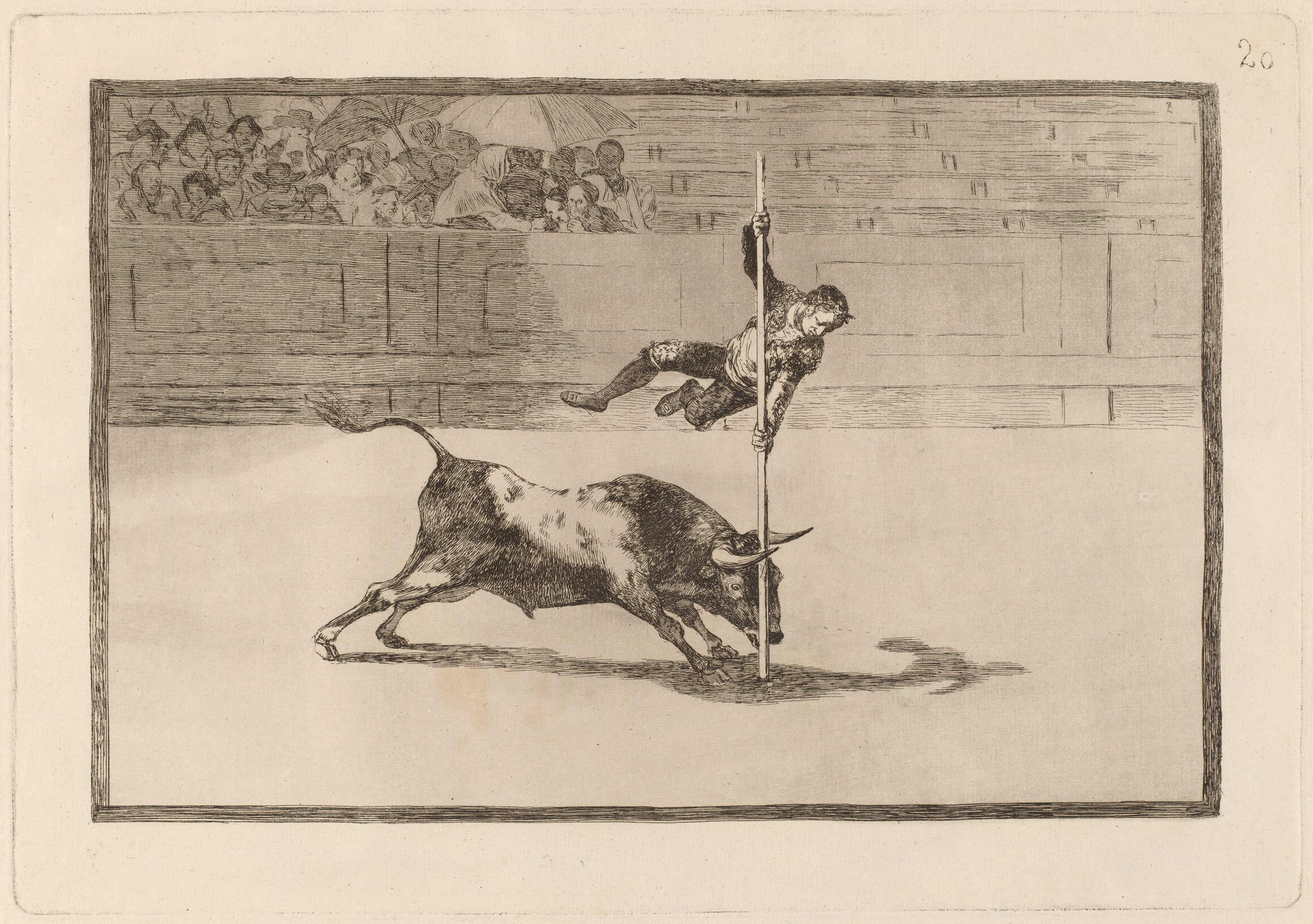
Goya: Ligereza y atrevimiento de Juanito Apinani (ca. 1816), grabado nº 20 de La tauromaquia.
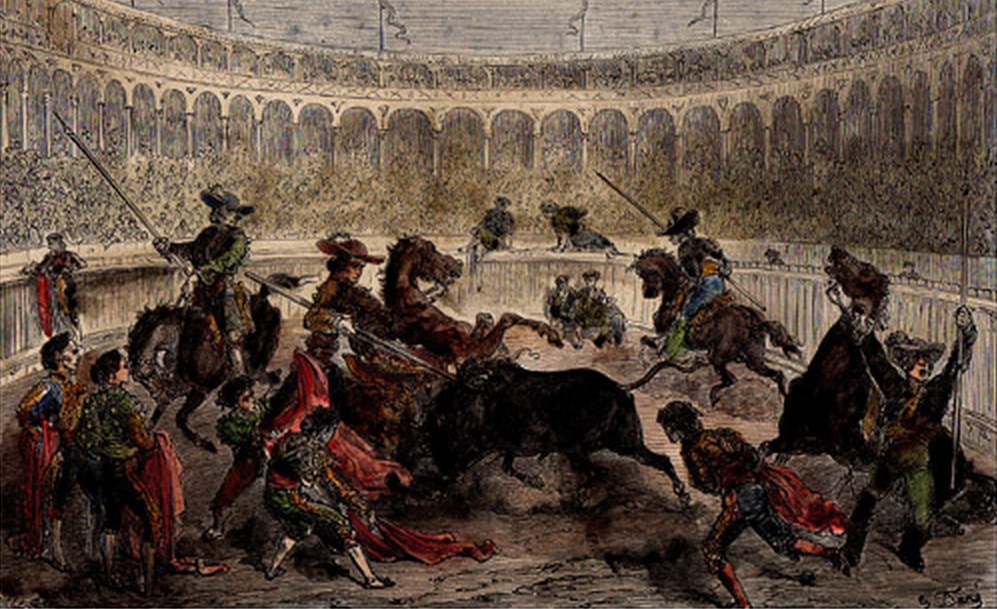
Gustavo Doré:Toros en Madrid, grabado para el Viaje por España (1862-1863) de Davillier.
Edouard Manet: Corrida de toros en Madrid (1865-6). Museo de Orsay.
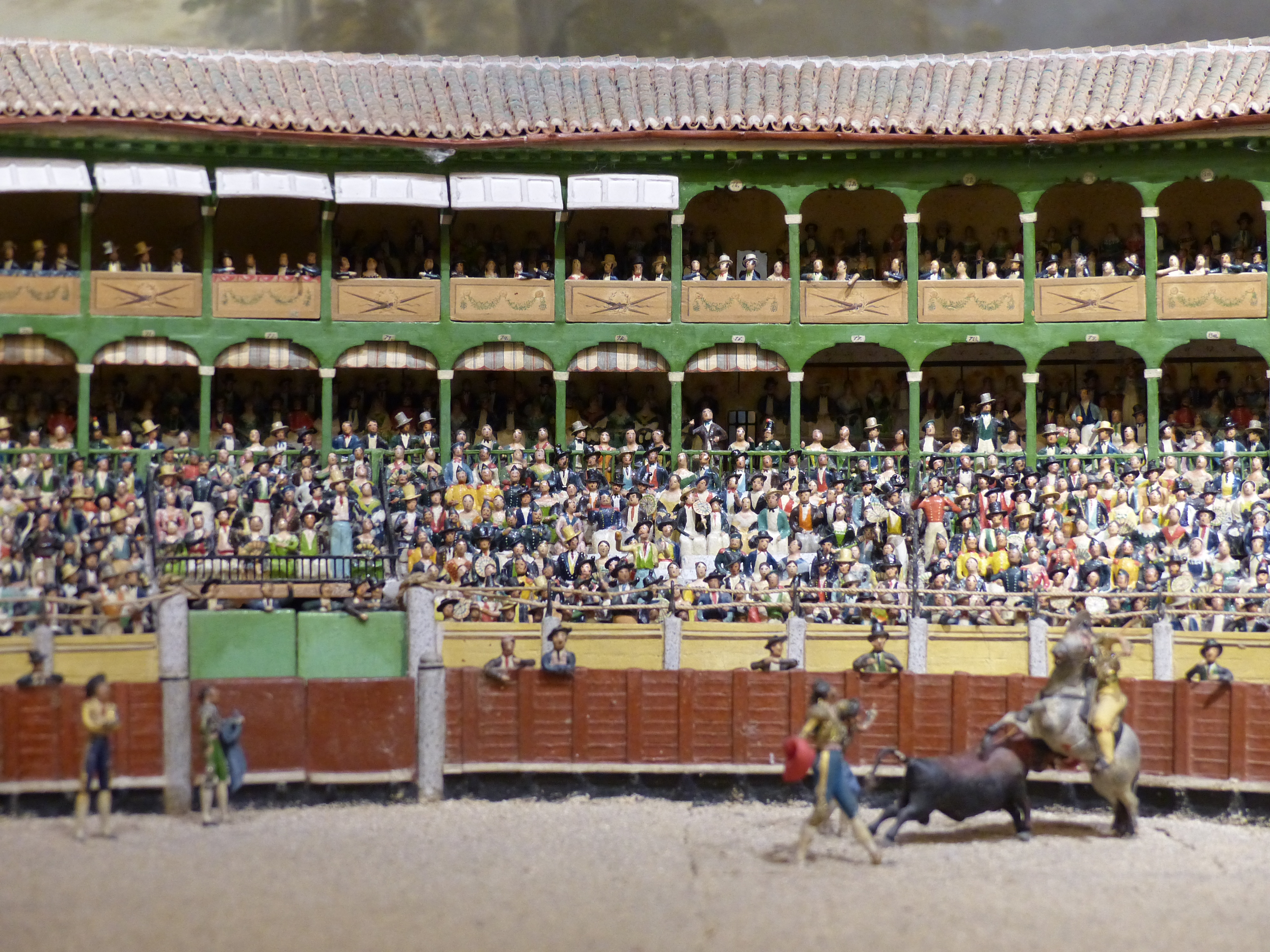
Maqueta de la plaza de toros de la Puerta de Alcalá en el Museo de Historia de Madrid

## Usos no taurinos

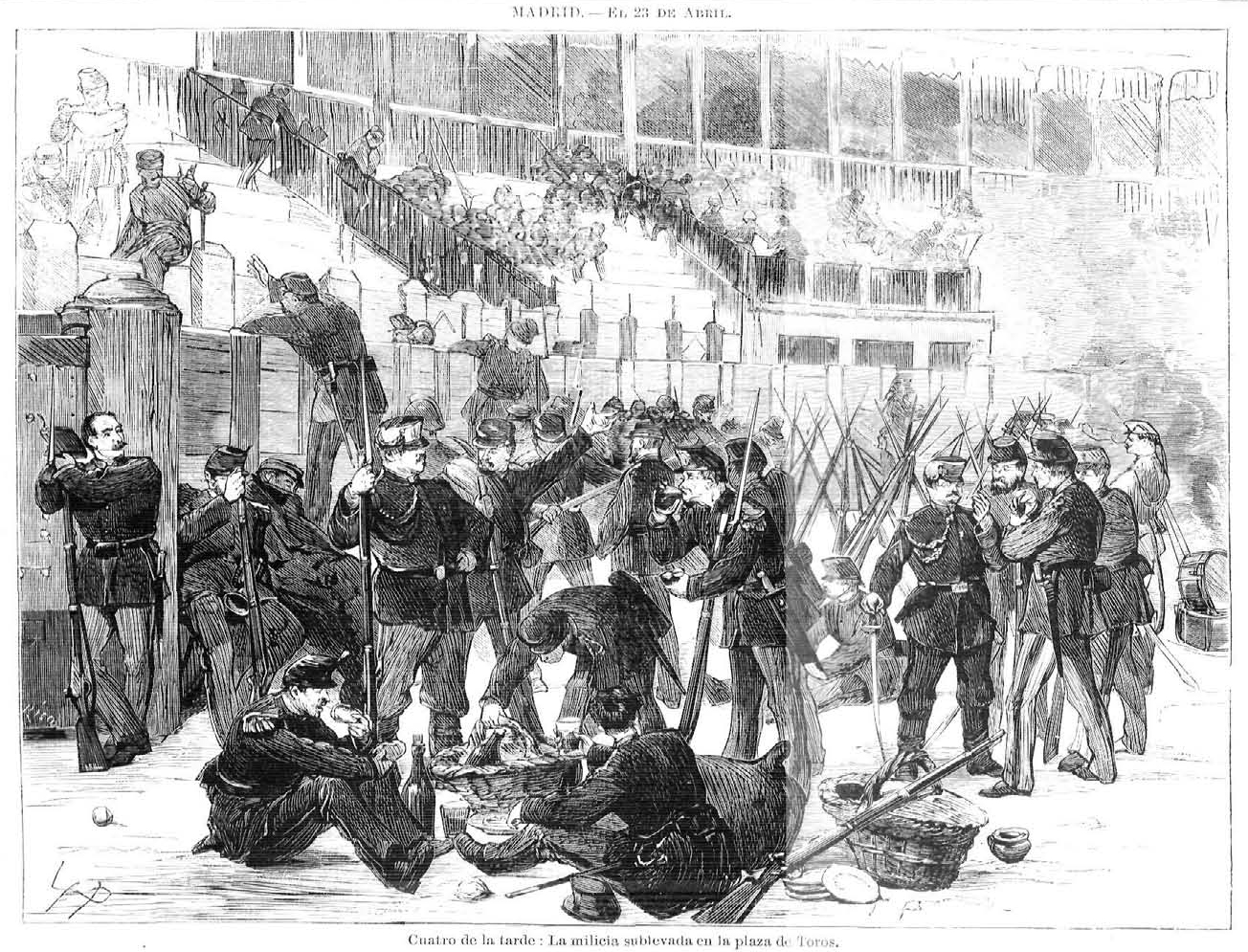
La milicia sublevada en el interior de la plaza de toros, a las cuatro de la tarde. Dibujo de Francisco Pradilla, grabado por Bernardo Rico y Ortega y publicado el 23 de abril de 1873 en la revista española La Ilustración Española y Americana.

En la joven España republicana de 1873, los radicales intentaron un tercer golpe de Estado el 23 de abril, con el mismo objetivo de los dos anteriores, pero esta vez contando con el apoyo de militares conservadores, como el general Pavía capitán general de Madrid, el almirante Topete y el reincidente general Serrano, además de elementos civiles del partido constitucional, encabezados por Práxedes Mateo Sagasta, que también querían evitar la proclamación de la República Federal, porque se esperaba que el gobierno gracias a su "influencia moral" conseguiría la mayoría necesaria en las elecciones a Cortes Constituyentes que estaban convocadas para el mes siguiente. Pero, una vez más, el ministro de la Gobernación, Pi y Margall, que conocía los planes de los golpistas, desbarató la intentona sustituyendo al general Pavía al frente de la Capitanía General de Madrid por el general Hidalgo, y ordenando luego a la Guardia Civil y a la milicia de los "Voluntarios de la República" que atacaran la plaza de toros donde habían concentrado los golpistas a los "Voluntarios de la Libertad", que depusieron las armas tras los primeros disparos.